# Cerura simplex
Cerura simplex är en fjärilsart som beskrevs av Friedrich Wilhelm Niepelt 1930. Cerura simplex ingår i släktet Cerura och familjen tandspinnare. Inga underarter finns listade i Catalogue of Life.